# Нестеренко Марія Петрівна
Марія Петрівна Нестеренко (1910—1941) — українська радянська льотчиця, заступниця командира авіаполку особливого призначення, майор. У 1941 році була заарештована і незабаром розстріляна без суду. Реабілітована після смерті Сталіна.

## Життєпис
Народилася у серпні 1910 року в селищі Буди недалеко від Харкова. Закінчивши школу ФЗУ, за сімейною традицією пішла працювати на фаянсовий завод, де опанувала професією малювальниці. Була активною спортсменкою, захоплювалася музикою. Закінчила Харківське авіаційне училище, а у 1933 році — Качинську військову школу льотчиків, стала льотчицею-винищувачкою. Служила в Україні і на Далекому Сході.
В Києві вела велику громадську роботу. Там одружилася з однополчанином Павлом Ричаговим (Герой Радянського Союзу).
27 липня 1940 року Нестеренко зробила Безпосадковий переліт Хабаровськ — Львів в складі жіночого екіпажу (перший пілот — М. П. Нестеренко, другий пілот — Марія Михальова, штурман — Ніна Русакова) за маршрутом Хабаровськ — Львів на літаку ДБ-3 «Україна». Досягти кінцевої точки маршруту не вдалося через грозу, сильний зустрічний вітер і обмерзання, але за 22,5 години льотчиці подолали близько 7000 км і приземлилися в Кіровській області.
19 жовтня 1940 року Марія Нестеренко, вже в званні майора, була призначена на посаду заступника командира авіаполку особливого призначення. На цій посаді вона була заарештована на 4-й день війни. Її чоловік був заарештований на два дні раніше — 24 червня 1941 року. Звинувачувалася Нестеренко в "неінформування про державного злочинця Ричагова: «… будучи коханою дружиною Ричагова, не могла не знати про зрадницьку діяльність свого чоловіка …».
У ніч з 15 жовтня на 16 жовтня 1941 року центральний апарат НКВС евакуювався в Куйбишев. Туди ж були вивезені і найважливіші підслідні. Навздогін полетіло розпорядження Берії: слідство припинити, суду не вчиняти, негайно розстріляти. Розстріляна, разом із чоловіком, 28 жовтня 1941 у селищі Барбиш Куйбишевської області, на спецділянці Управління НКВС СРСР по Куйбишевській області.

Акт. Куйбишев, 1941 рік, жовтня 28 дня, ми, що нижче підписалися, згідно з приписом Народного комісара внутрішніх справ, генерального комісара державної безпеки тов. Берія Л. П. від 18 жовтня 1941 р за № 2756/Б, привели у виконання вирок про ВМН — розстріл щодо наступних 20 осіб засуджених: Штерн Г. М., Локтіонов А. Д., Смушкевич Я. В., Савченко Г. К., Ричагов П. В., Сакріер І. Ф., Засосов І. І., Володін П. С., Проскурів І. І., Склизьков С. О., Арженухін Ф. К., Каюків М. М., Соборнов М. Н., Таубіна Я. Г., Розов Д. А., Розова-Єгорова З. П., Голощокін Ф. І., Булатов Д. А., Нестеренко М. П., Фібіх А. І. .

## Нагороди та відзнаки
- За особисті успіхи в оволодінні бойовою технікою і вміле керівництво підрозділами була нагороджена орденами Червоної Зірки (25.05.1936) і Трудового Червоного Прапора (25.12.1936).

## Пам'ять
- На малій батьківщині — в Будах — на будівлі школи, де навчалася Марія Нестеренко, була відкрита меморіальну дошку.
- Під Самарою на місці розстрілу встановлено пам'ятний знак, на якому написано: "Встановлено на місці поховання жертв репресій 30-40-х рр. вклонімося пам'яті невинно загиблих … "[6]
- Портрети Марії Нестеренко і Павла Ричагова є в Центральному музеї Збройних Сил, в музеї «Будинок на набережній», в заводському музеї селища Буди на Харківщині[7].